# Harfa
Harfa je strunný hudební nástroj (chordofon), jeden z nejstarších hudebních nástrojů vůbec. Harfy se liší od ostatních složených chordofonů tím, že jsou jejich struny na rezonátor kolmé, na rozdíl např. od kytary, houslí či citery, které mají struny s rezonátorem rovnoběžné. Existuje mnoho regionálních typů harf (keltská harfa jako symbol Irska).

## Historie

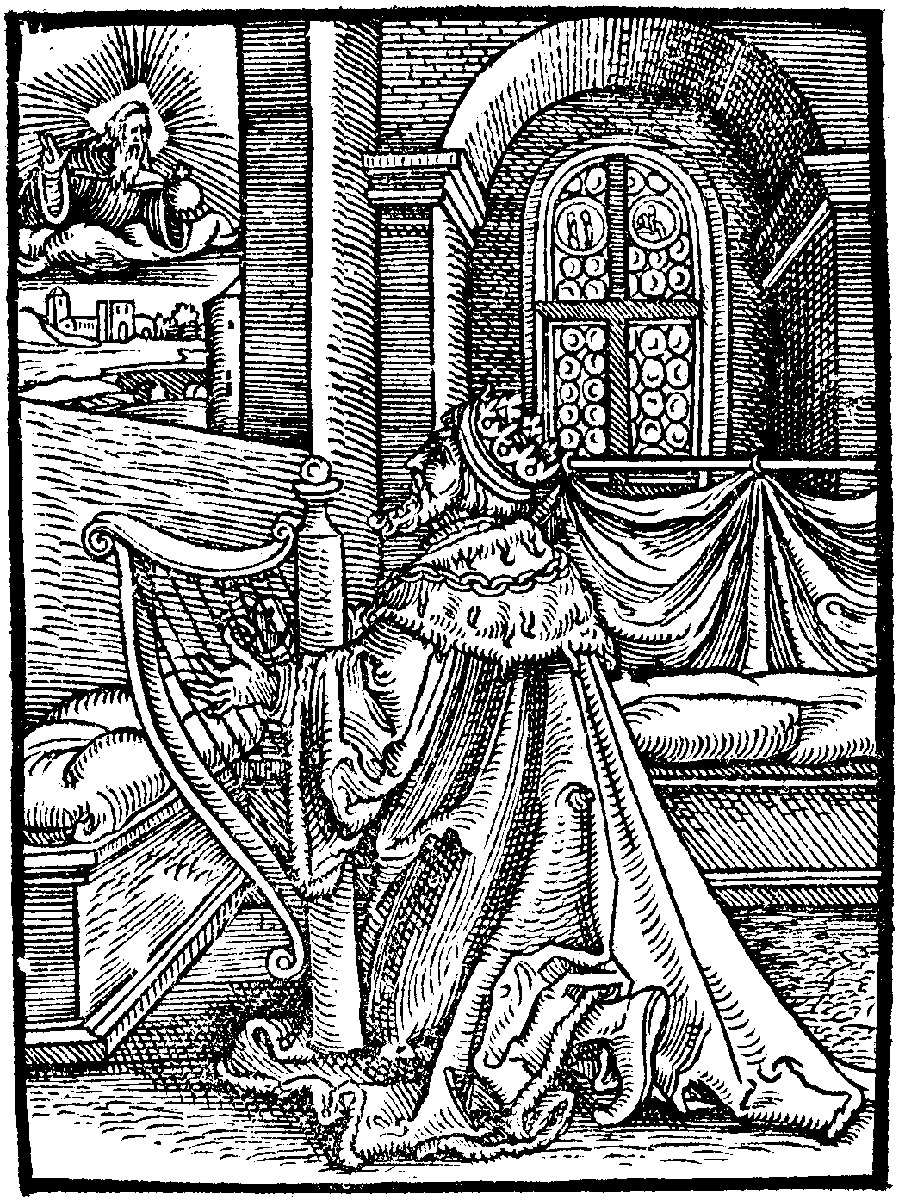
Král David hrající na harfu

Princip harfy objevili lidé nejspíše již při prostém drnkání na tětivu luku. Nástroje podobné harfě se objevují v Egyptě a Mezopotámii cca v roce 3000 př. n. l., tyto nástroje však ještě neměly sloup. Harfa se objevuje mj. také v biblických příbězích. 
Na sever se harfy dostaly zásluhou Keltů, kteří ji poznali na Balkánském poloostrově ve 3. století př. n. l. Ze Skotska a Irska, kde hru na tento nástroj pěstovali bardové, se potom rozšířila po ostatní Evropě. Ve 12. až 14. století byla oblíbeným nástrojem trubadúrů a minnesängrů a hra na ni byla jedním z požadavků dvorského vzdělání. Ve středověku vedle sebe existovaly harfy diatonicky laděné (se sedmi tóny v rozmezí oktávy) a chromaticky laděné (s dvanácti tóny v rozmezí oktávy). Nevýhodou diatonických byla možnost hrát pouze v jednom modu (stupnici), nevýhodou chromatických byl příliš velký počet strun.
Velkým pokrokem byl vynález háčkové harfy v 17. století v Tyrolsku – struny bylo možno předladit do požadované tóniny připravenými háčky. Každá jednotlivá struna se navíc mohla zvýšit o půltón přitisknutím prstu k malému pražci umístěnému na rezonanční desce.
Harfa bývá považována za symbolický královský nástroj, proto Bedřich Smetana svěřil úvodní tóny Vyšehradu a tím i celému cyklu symfonických básní Má vlast právě sólové harfě.

## Stavba a technika hry

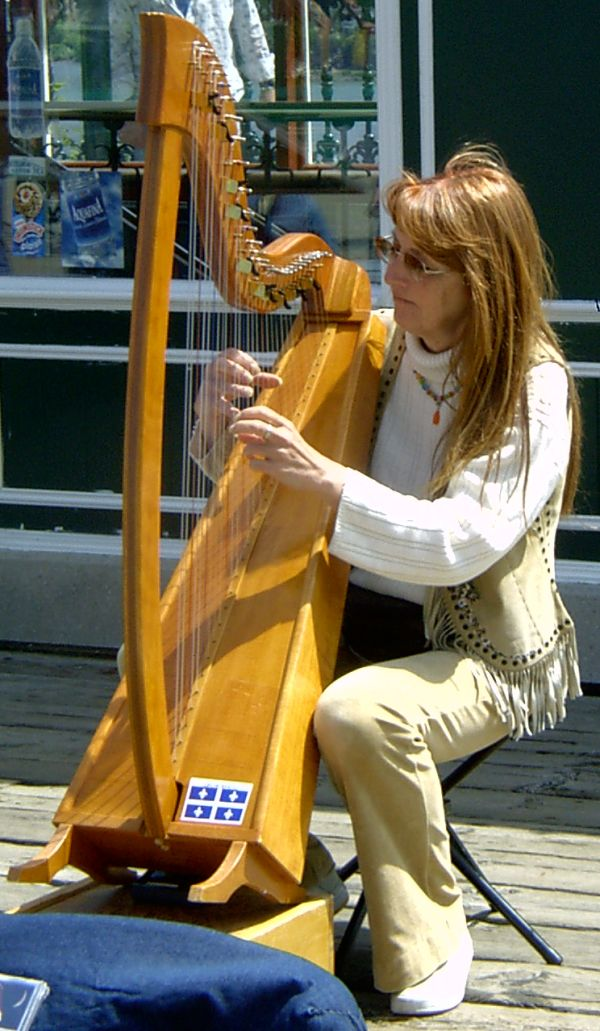
Harfistka při hře

Moderní harfa je přibližně trojúhelníkového tvaru, skládá se z opěrného sloupu zakončeného ozdobnou hlavicí, krku v podobě ležatého S a rezonanční skříně (z javorového dřeva), která se shora rozšiřuje. Na krku se nacházejí otáčivé terčíky, každý se dvěma ocelovými roubíky (systém à fourchette, čili vidličkový), sloužící k přeladění strun.
Nástroj při hře spočívá mezi koleny hráče a rezonanční skříní je nakloněn k pravému rameni hráče. Pravou rukou se hrají vyšší, levou nižší tóny. Tradiční velšské nebo skotské harfy se však pokládají na levé rameno (hráč tak má nástroj nad srdcem). Pro hru na harfu se používají všechny prsty s výjimkou malíčku, který je pro hraní příliš krátký a slabý, jeho pohyby jsou navíc hůře kontrolovatelné než pohyby ostatních prstů.
Koncertní harfa má typicky 47 strun, váží přibližně 36 kilogramů, na výšku měří 1,8 metru, na délku 1,2 metru a na konci rezonátoru je široká 55 cm. Tah všech strun činí dohromady asi 10 000 Newtonů.

## Další typy harf
- Keltská harfa – malá nebo střední harfa používaná zejména při folkové hudbě. Je také oblíbená jako výukový nástroj, hráč se na ní může snáze naučit základní dovednosti a potom přejde na koncertní harfu. Keltská harfa má typicky 34 strun.
- Clàrsach – typ harfy používané především ve Skotsku a Irsku, je vyobrazena na irském státním znaku a na irských euromincích.

Existují též harfy, které mají dvě řady strun, což umožňuje hraní speciálních zvukových efektů, například rychlé opakování jednoho tónu. Obě řady mohou ale také nemusí být naladěny ve stejné tónině, často se objevuje jedna řada laděná diatonicky a druhá chromaticky.

### Moderní pedálová harfa
V první polovině 18. století byla vynalezena pedálová harfa, jejíž struny bylo možno přeladit sešlápnutím pedálů (zprvu pěti). Dodnes používaná sedmipedálová harfa byla patentována v roce 1810 francouzským nástrojařem Sébastienem Érardem.
Moderní sedmipedálová harfa má 47 strun, které jsou diatonicky laděné v ces dur. K chromatickému zvyšování tónů slouží sedm pedálů, které jsou propojeny táhly v dutině sloupu s otáčecím mechanismem v krku; ke všem stejnojmenným strunám patří vždy jeden pedál (občas i doplňkový osmý vydržovací pedál). Pedály mají tři polohy, v horní se zvuk strun nemění. Jednoduchým sešlápnutím pedálu se zvuk struny zvýší o půltón (např. z ces na c), dvojitým sešlápnutím o dva půltóny (např. z ces na cis).
Všechny struny ces jsou pro lepší orientaci nabarveny červeně, všechny struny fes modře.
Tabulka níže ukazuje všechny možné polohy pedálů na harfě, levá noha ovládá 1., 2. a 3. pedál, pravá noha ovládá 4. až 7. pedál. Na fotografii jsou zobrazeny dva pedály v I. poloze.
| Poloha | Pedály | Pedály | Pedály | Pedály | Pedály | Pedály | Pedály |  |
|        | 3.     | 2.     | 1.     | 4.     | 5.     | 6.     | 7.     |  |
| I.     | Db     | Cb     | B      | Eb     | Fb     | Gb     | Ab     |  |
| II.    | D      | C      | H      | E      | F      | G      | A      |  |
| III.   | D#     | C#     | H#     | E#     | F#     | G#     | A#     |  |